# 鹿同盘吸虫
鹿同盘吸虫（学名：Paramphistomum cervi）为同盘科同盘属的动物。

## 分佈
分布于印度、俄罗斯、法国、意大利、美国、非洲以及中国大陆的福建、江西、江苏、广东、云南等地，营寄生生活，终末宿主驼鹿、野牛、印度牛、蓝牛、黄牛、大水牛、水牛、山羊、马鹿、泽鹿、印度羚、羚、黄占鹿、羚羊、驯鹿、小苇羚、绵羊等以及寄生于瘤胃。

## 外部連結
- 維基物種上的相關：鹿同盘吸虫